# Нойгаузен-ам-Райнфалль
Нойгаузен-ам-Райнфалль (нім. Neuhausen am Rheinfall) — місто  в Швейцарії в кантоні Шаффгаузен, округ Шаффгаузен.

## Географія
Місто розташоване на відстані близько 125 км на північний схід від Берна, 2 км на південний захід від Шаффгаузена.
Нойгаузен-ам-Райнфалль має площу 8 км², з яких на 32,2% дозволяється будівництво (житлове та будівництво доріг), 13,5% використовуються в сільськогосподарських цілях, 50,9% зайнято лісами, 3,4% не є продуктивними (річки, льодовики або гори).

## Демографія
2019 року в місті мешкало 10 467 осіб (+2,8% порівняно з 2010 роком), іноземців було 42,7%. Густота населення становила 1308 осіб/км².
За віковим діапазоном населення розподілялося таким чином: 18,5% — особи молодші 20 років, 60% — особи у віці 20—64 років, 21,5% — особи у віці 65 років та старші. Було 4919 помешкань (у середньому 2,1 особи в помешканні).
Із загальної кількості 5747 працюючих 73 було зайнятих в первинному секторі, 1602 — в обробній промисловості, 4072 — в галузі послуг.